# Quartet de corda núm. 15 (Weinberg)
El Quartet de corda núm. 15, op. 124, va ser compost per Mieczysław Weinberg el 1979. El va dedicar als components del futur Quartet Moscou, que el van estrenar el setembre de 1980.

## Origen i context
Tot i que quan Weinberg va compondre el Quinzè Quartet s'apropava als seixanta anys, aquest seria el més experimental de tots els compostos fins aleshores. L'estructura no segueix cap esquema, amb nou moviments que no porten cap títol, només amb la consigna de la marca del metrònom.

## Anàlisi musical
L'obra es caracteritza per la seva brevetat i concisió, amb la majoria dels seus moviments que no superen els quatre minuts de durada, i alguns fins i tot molt més breus. És difícil veure-hi cap paral·lelisme amb els tradicionals de quatre moviments, si bé els cinc darrers serien intents d'un finale, després de dos moviments en forma de preludi i dos que fan de scherzo i un de lent. Com passa sovint a les obres posteriors de Weinberg, la frontera entre l'abstracte i el programàtic és difosa, ja que el vuitè moviment és en gran part un escenari de la coda de veu infantil del moviment No més Hiroshima del seu Rèquiem.
En aquest període posterior a la mort de Xostakóvitx, és com si Weinberg entrés en un diàleg privat amb l'enigmàtic món dels quartets tardans del seu mentor. Alhora amplia el seu recurs de textures i gestos, prenent com a models, Bartók i la Nova escola polonesa i sobretot de Schnittke.